# Closed Shop
Closed Shop (englisch „in sich geschlossener Betrieb“) ist der Anglizismus für Unternehmen in angelsächsischen Ländern, die ausschließlich Gewerkschaftsmitglieder als Arbeitnehmer beschäftigen. Im übertragenen Sinne werden im deutschsprachigen Raum alle sozialen Gruppen, Vereine oder sonstige Personenvereinigungen als „Closed Shop“ bezeichnet, deren Dienstleistungen nur durch Mitglieder genutzt werden können. Auch geschlossene Gremien mit Geheimhaltungspflicht, von denen nichts nach außen dringen darf, werden so genannt.

## Allgemeines
Closed Shops im engeren Sinne schränken die Berufsfreiheit ein, weil Arbeitsplätze und offene Stellen in Unternehmen nur durch Gewerkschaftsmitglieder besetzt werden können.
In Deutschland sind so genannte Organisationsklauseln, wonach sich ein Arbeitgeber gegenüber Gewerkschaften im Tarifvertrag verpflichtet, nur deren Mitglieder zu beschäftigen, wegen der negativen Koalitionsfreiheit gemäß Art. 9 Abs. 3 GG nicht statthaft. Deshalb ist hier die Bezeichnung nur im übertragenen Sinne anwendbar. Dazu gehören beispielsweise Buchgemeinschaften, weil ihre Dienstleistungen nur durch Mitglieder genutzt werden können. Alle mitgliedschaftspflichtigen Zusammenschlüsse mit Klubgütern, die der Ausschließbarkeit unterliegen, sind in diesem Sinne Closed Shops. Außerdem ist im Personalwesen das Closed Shop-Prinzip bekannt, wonach bei der Personalbeschaffung und Personalauswahl (insbesondere bei Führungspositionen und im Management) nur auf bereits beschäftigte Mitarbeiter zurückgegriffen werden kann.

## Closed Shops in der deutschen Sozialgeschichte
Inwieweit Formen des Closed Shop – etwa in informeller und latenter Form: durch sozialen Druck erzwungene Mitgliedschaft – in der deutschen Sozialgeschichte eine Rolle spielten, ist nicht erforscht. Bekannt ist indes ein formeller Closed Shop („Absperrklausel“) in der Druckindustrie. In diesem Gewerbe hatten sich schon früh Arbeitgeberverband und die Gewerkschaft der Buchdrucker auf eine „Tarifgemeinschaft“ geeinigt. 1906 schlossen sie einen „Organisationsvertrag“ mit der gegenseitigen Anerkennung der Tarifvertragsparteien als „Ordnungsfaktoren“ und der Verpflichtung, dass die im Arbeitgeberverband zusammengeschlossenen Firmen nur Gewerkschaftsmitglieder beschäftigen und umgekehrt Gewerkschaftsmitglieder nur in den tarifgebundenen Firmen des Arbeitgeberverbandes arbeiten durften. Dieser bilaterale Closed Shop diente den Unternehmen des graphischen Gewerbes zur Bekämpfung der sogenannten „Schmutzkonkurrenz“ von lohnunterbietenden Firmen.

## Angelsächsische Länder
Sinn des Closed Shop ist es, zu verhindern, dass Nichtgewerkschafter, ohne einen eigenen Beitrag geleistet zu haben, an Lohnerhöhungen und verbesserten Arbeitsbedingungen partizipieren, welche die Gewerkschaften als kollektives Gut für alle Beschäftigten durchgesetzt haben (Trittbrettfahrerproblem). Andererseits führte die Praxis des Closed Shops dazu, dass die Gewerkschaften faktisch den Arbeitsmarkt kontrollieren sowie über die dann häufig ebenfalls von ihnen administrierte Lehrlingsausbildung auch den Zugang zu bestimmten Berufen regulieren konnten, sodass das Arbeitsangebot künstlich verknappt und die Löhne dadurch hoch gehalten wurden.

### Vereinigtes KonigreichVereinigtes Königreich
Der Begriff Closed Shop stammt aus Großbritannien, wo sich ein Arbeitgeber verpflichtete, nur Gewerkschaftsmitglieder als Arbeitnehmer einzustellen. Im Jahre 1964 arbeiteten etwa 39 % aller gewerkschaftlich organisierten Arbeiter und 16 % aller Beschäftigten in einem Closed Shop. Closed Shops gab es hier bis 1984.

### Britische Sozialgeschichte
In Großbritannien hat der Closed Shop eine lange Tradition. Bereits die frühen Historiker der englischen Gewerkschaftsbewegung, Sidney und Beatrice Webb, weisen auf die in einigen Gewerben übliche Form des „obligatorischen Trade Unionismus“ hin, der sich aus dem Charakter des Kollektivvertrags ergäbe. Hinzu kämen Motive der Unternehmer, ihre Konkurrenten von einer Lohnunterbietung abzuhalten. So zwangen beispielsweise Gewerkschaften und vereinigte Unternehmer im Stiefel- und Schuhgewerbe die nicht organisierten Minderheiten dazu, die vereinbarten gemeinsamen Lohn- und Arbeitsnormen anzunehmen. Im südwalisischen Kohlerevier behielten die Unternehmer vom Lohn aller Arbeitnehmer unabhängig von einer Gewerkschaftsmitgliedschaft einen Beitrag ein, der an die entsprechende Gewerkschaft abgeführt wurde.
Der Industrial Relations-Forscher William E J McCarthy unterscheidet zwischen „pre-entry closed shop“ (Arbeitnehmer müssen Gewerkschaftsmitglied sein, um eingestellt zu werden) und „post-entry closed shop“ (Arbeitnehmer müssen nach Einstellung Gewerkschaftsmitglied werden). Die erste, geringer verbreitete Form war bis Mitte der 1980er Jahre insbesondere bei Zeitungsdruckereien und Hafenbetrieben vorzufinden.
Einer Umfrage zufolge arbeiteten 1978 fast ein Viertel (23 %) der britischen Arbeitnehmer unter einem Closed-Shop-Abkommen.
Durch die Gesetzgebung der Thatcher-Regierung wurde in den späten 1980er und frühen 1990er Jahren der Closed Shop sukzessive verboten.

### Vereinigte StaatenVereinigte Staaten
In den USA waren etwa zwei Drittel der Arbeitnehmer von der Closed-Shop-Regelung betroffen. Sie galt unter dem Wagner-Peyser-Act aus 1933 als legitim, mit dem Taft-Hartley-Gesetz wurde sie 1947 im Handel verboten. Durch die Employment Acts von 1980 und 1982 gab es weitere Einschränkungen; der Closed Shop ist heute nur in wenigen Facharbeiter-Berufen (etwa Bauarbeiter, Hafenarbeiter) anzutreffen. Es besteht für die einzelnen Bundesstaaten die Möglichkeit, dies in ihrer jeweiligen Jurisdiktion ausdrücklich zu gestatten, jedoch nur, nachdem ein bestimmter Arbeitnehmer angestellt wurde (vergleichbar einem Union Shop), nicht als Voraussetzung für die Anstellung. Arbeitnehmer mussten vom Arbeitgeber gekündigt werden, sobald ihre Gewerkschaftsmitgliedschaft erlosch.
Der Begriff des Closed Shop wird heute auch im Profisport der USA in den Major Leagues verwendet. Hier werden durch den Closed Shop Aufstieg in die und Abstieg aus der Major League verboten.

### KanadaKanada
Nach der sogenannten Rand-Formel können durch Gesetz oder Tarifverträge seit 1946 Regelungen getroffen werden, bei denen alle Mitarbeiter eines Betriebes Gewerkschaftsbeiträge abführen müssen, selbst, wenn sie keine Gewerkschaftsmitglieder sind. Der oberste Gerichtshof stellte 1991 hierzu fest, dass die Koalitionsfreiheit dadurch nicht eingeschränkt sei. Seit 2006 sind auch Closed Shops in allen Provinzen erlaubt.

### Weitere Arten
Neben dem Closed Shop gibt es noch folgende Varianten:
- Im heute meist anzutreffenden „Union Shop“ bleibt es dem Unternehmer überlassen, jeden Arbeitnehmer einzustellen.
- Beim „Agency Shop“ müssen alle Angehörigen der Gewerkschaft Beiträge entrichten, ohne dadurch Gewerkschaftsmitglied zu werden.

## Europaische UnionEuropäische Union
Auch nach Auffassung des Europäischen Gerichtshofs für Menschenrechte ist eine Closed-Shop-Regelung als Verstoß gegen die Koalitionsfreiheit unzulässig.